# Феоклит (Лецос)
Митрополи́т Феокли́т (греч. Μητροπολίτης Θεόκλητος, в миру Ста́врос Ле́цос, греч. Σταύρος Λέτσος; 1934, Нестани, ном Аркадия — 3 октября 2008, Афины) — епископ Александрийской православной церкви, титулярный митрополит Илиопольский.

## Биография
В 1958 году был рукоположён в сан диакона митрополитом Касторийским Никифором, а в 1965 году — в сан пресвитера митрополитом Катсорийским Дорофеем.
В 1969—1972 годы окормлял греческий приход в Аддис-Абебе, Эфиопия (Аксумская митрополия).
В 1972—1974 года служил главным секретарём Священного Синода Александрийской Патриархии.
По предложению Патриарха Александрийского Николая VI избран и 22 июня 1974 года был рукоположён в титулярного епископа Илиопольского.
В 1976—1983 годы служил патриаршим эпитропом в Александрии.
В 1984—1990 годы викарий Восточно-Африканской митрополии.
В 1997 году ушёл на покой.
14 марта 2003 года возведён в сан митрополита с оставлением на той же титулярной кафедре.
Скончался 3 октября 2008 года в Афинах.